# Switch (informatika)

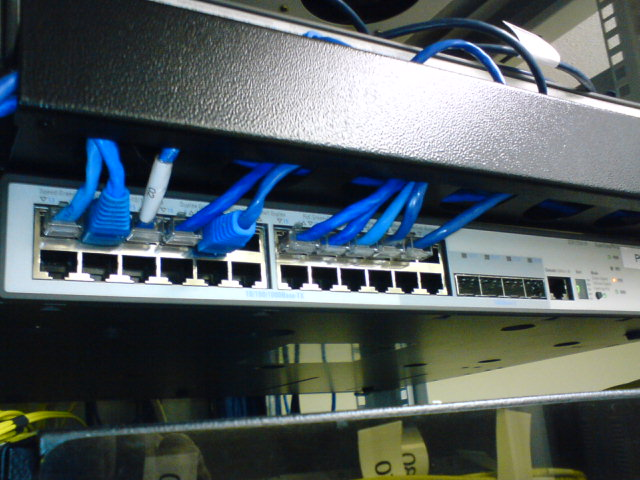
24 portos 3Com switch

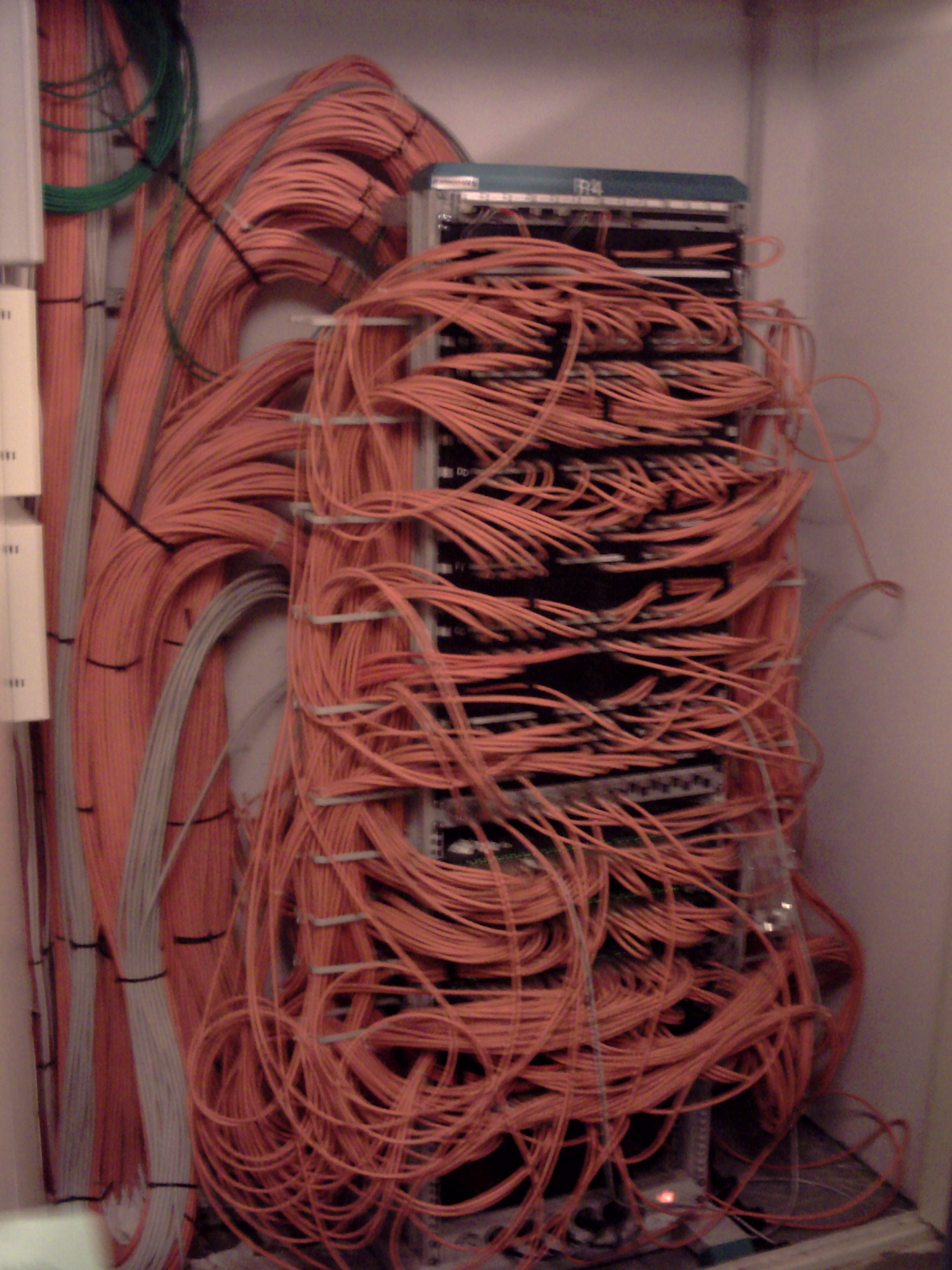
Az SZTE-TIK-ben található switch

Az adatátviteli kapcsoló vagy switch (ejtsd: [swɪtʃ] kiejtéseⓘ) aktív számítógépes hálózati eszköz, amely a rácsatlakoztatott eszközök között adatáramlást valósít meg. Többnyire az OSI-modell adatkapcsolati rétegében (2. réteg, esetleg magasabb rétegekben) dolgozik. Magyar jelentése: váltó, kapcsoló.
A fizikai rétegbeli feladatokat ellátó hubokkal szemben az Ethernet switchek adatkapcsolati rétegben megvalósított funkciókra is támaszkodnak. A MAC címek vizsgálatával képesek közvetlenül a célnak megfelelő portra továbbítani az adott keretet; tekinthetők gyors működésű, többportos hálózati hídnak is. Portok között tehát nem fordul elő ütközés (mindegyikük külön ütközési tartományt alkot), ebből adódóan azok saját sávszélességgel gazdálkodhatnak, nem kell megosztaniuk azt a többiekkel. A broadcast és multicast kereteket természetesen a switchek is floodolják az összes többi portjukra.
Egy switch képes full-duplex működésre is, míg egy hub csak half-duplex kapcsolatokat tud kezelni. Különbség még, hogy a switchek egy ASIC (Application-Specific Integrated Circuit) nevű hardverelem segítségével jelentős sebességeket érhetnek el, míg a HUB nem más, mint jelmásoló, ismétlő. A fontos funkciók közé tartozik még a hálózati hurkok elkerülésének megoldása (lásd STP), illetve a VLAN-ok kezelése.
Ethernet switcheken kívül léteznek még például ATM, Frame Relay és Fibre Channel kapcsolók is. Fibre Channel kapcsolók SAN hálózatokban használatosak, általában optikai kábelezéssel.

## Feladata
Alapvető feladata:
- csomagokban található MAC címek megállapítása.
- MAC címek és portok összerendelése (kapcsolótábla felépítése).
- a kapcsolótábla alapján a címzésnek megfelelő port-port összekapcsolása.
- adatok ütközésének elkerülése, adatok ideiglenes tárolása.

A programozható switchek további feladatokat is elláthatnak:
- Shortest Path Bridging (IEEE 802.1aq)
- Virtuális magánhálózat kezelése
- A végpontokra kötött eszközök MAC cím szerinti azonosítása
- A végpontok prioritásának meghatározása
- A végpontokhoz tartozó sávszélesség korlátozása
- A végpontok használatának időbeli korlátozása

Ezen felül – típustól függően – szinte bármilyen adatáramlással kapcsolatos szabály beállítható lehet.

## Részei
- portok: itt lehet rácsatlakoztatni a hálózat további eszközeit
- dedikált port(ok): kiemelt interface, amelyen további switchek összekapcsolására van lehetőség, többnyire nagyobb sávszélességű, mint az „általános” portok.
- állapotjelző LED-ek

## A switch által nyújtott kiegészítő szolgáltatások
Tipikusan az alábbi szolgáltatások fordulhatnak elő:
- adott portok ki- és bekapcsolása
- port sebességének korlátozása
- port prioritásának beállítása
- MAC címek szűrése - biztonsági okokból adott MAC címmel rendelkező eszközök kizárása bizonyos port(ok)ról
- SNMP rendszeren keresztüli eszköz- és portfigyelés
- portok tükrözése (adott port másolása további port(ok)ra)
- virtuális hálózatok kezelése